# هارمونیوم

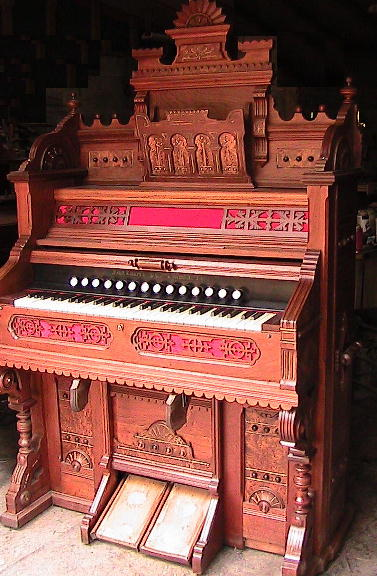
هارمونیوم

هارمونیوم یا ارگ تلمبه‌ای نوعی ارگ است که صدا همچون هوا از کنار یک قطعه فلزی نازک لرزان در یک قاب عبور می‌کند. قطعه فلز را نی می‌گویند. ایده ساخت نی آزاد در سال ۱۷۵۰ از چین به واسطه روسیه وارد اروپا شد و اولین نی آزاد غربی در سال ۱۷۸۰ در دانمارک ساخته شد.
جابه جایی هارمونیم از ارگ بادی راحت‌تر است و بنابراین در قرن نوزدهم از آن‌ها در کلیساهای کوچک و در خانه‌های شخصی استفاده می‌شد، اما عامل محدودیت حجم و دامنه صدای آن‌ها بود. بین سال‌های ۱۸۵۰ و ۱۹۲۰ در ایالات متحده و کانادا چندین میلیون هارمونیوم ساخته شد که برخی از آن‌ها صادر شدند.